# 廈門港務
廈門國際港務股份有限公司（港交所：3378）是一間於香港交易所主板上市的中國內地港口碼頭營運商。廈門港務主要業務為營運廈門的港口，包括廈門國際碼頭、海天集裝箱碼頭、東渡碼頭及海潤碼頭。其中，和黃（改組後為長江和記實業）亦持有廈門國際碼頭49%的股權。
廈門港務於2005年12月在香港招股，招股價1.18至1.42港元，集資10.1億至12.2億，其中10%作公開發售。其中，中國海運（集團）總公司亦有入股5%的股權。廈門港務最終招股價定為1.38港元，公開發售部份超額認購約93.2倍。
廈門港務持有於深圳上市的廈門港口發展55.13%的股權。

## 連結
- 廈門國際港務股份有限公司網頁